# Шеметове (Роздільнянський район)
Шеме́тове (у минулому — хутір Шеміотів, Шеміотівський) — село в Україні, в Роздільнянській міській громаді Роздільнянського району Одеської області. Населення становить 195 осіб. Належить до Єреміївського старостинського округу.
Повз село проходить автошлях державного значення Т 1618 (/Р-33/ - Роздільна - с. Єреміївка - /М-05/).

## Історія

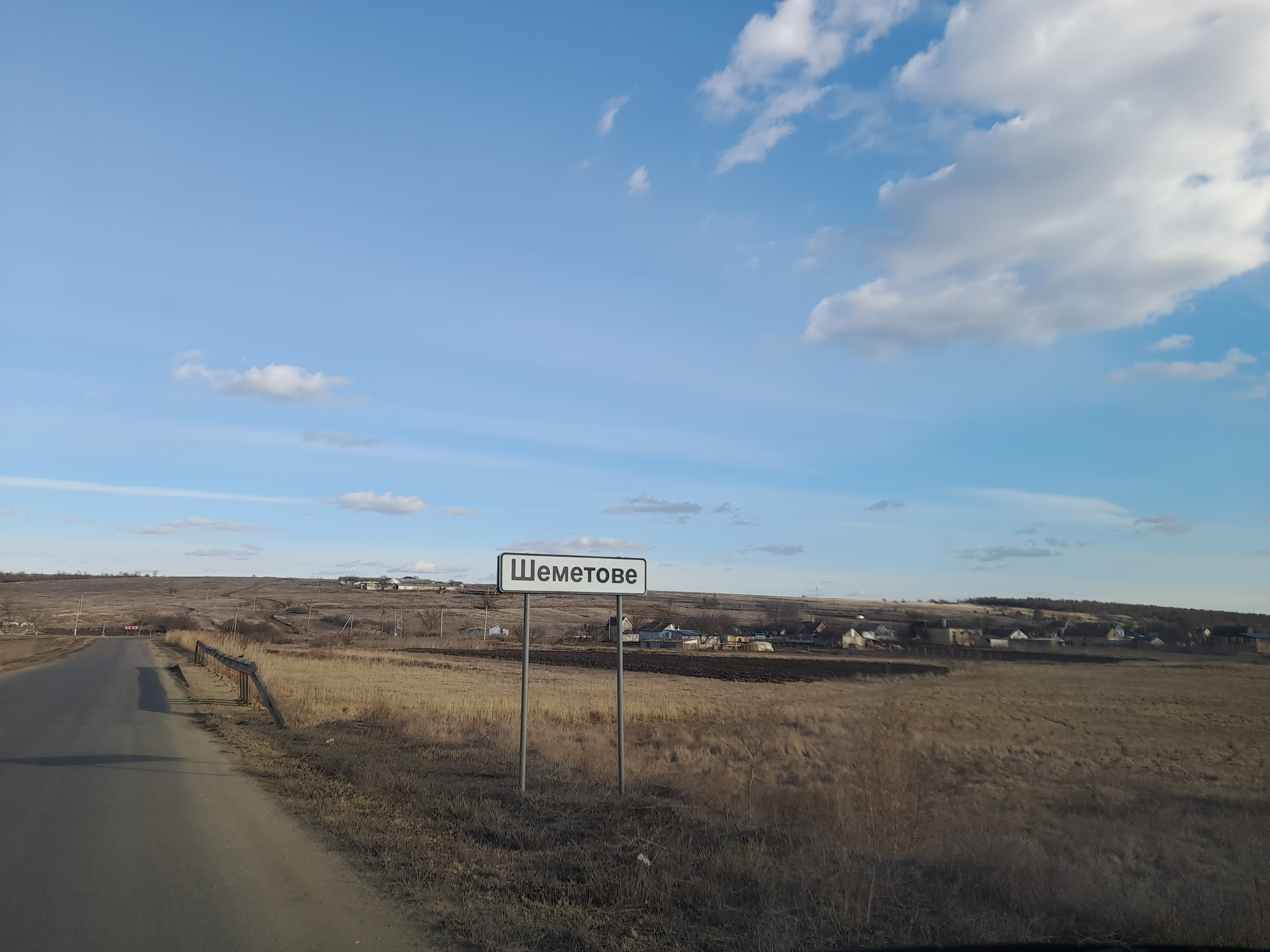
В'їзд до села з боку Роздільної

В 1859 році на власницькому хуторі Шеміотова 1-го стану (станова квартира — містечко Василівка в 23 верстах) Одеського повіту Херсонської губернії, було 9 дворів, в яких мешкало 32 чоловіка і 22 жінки.
У 1887 році на хуторі Шеміотівський Більчанської волості Одеського повіту Херсонської губернії мешкало 57 чоловіків і 58 жінок.
У 1896 році на хуторі Шеміотівський Більчанської волості було 18 дворів, 93 особа (48 чол., 45 жін.).
За переказами старожилів села Новогригорівка Новоукраїнського району Кіровоградської області назва «Новогригорівка» походить від імені перших жителів Григорія Неклеги та Григорія Клименчука, які 1882 року переселилися з хутора Шеміотівського Одеського повіту (тепер село Шеметове Роздільнянського району).
У 1916 році на хуторі Шеміотівський Більчанської волості Одеського повіту Херсонської губернії мешкало 114 осіб (67 чоловіків та 77 жінок), було 29 дворів. 
У рамках декомунізації у селі була перейменована вулиця Жукова, нова назва – Садова. 
У результаті адміністративно-територіальної реформи село ввійшло до складу Роздільнянської міської територіальної громади та після місцевих виборів у жовтні 2020 року було підпорядковане Роздільнянській міській раді. До того село входило до складу ліквідованої Єреміївської сільради.

## Населення
Згідно з переписом УРСР 1989 року чисельність наявного населення села становила 157 осіб, з яких 70 чоловіків та 87 жінок.
За переписом населення України 2001 року в селі мешкали 163 особи.
2010 — 140;
2011 — 140;
2015 —195.

### Мова
Розподіл населення за рідною мовою за даними перепису 2001 року:
| Мова       | Відсоток |
| ---------- | -------- |
| українська | 94,48 %  |
| молдовська | 3,07 %   |
| російська  | 2,45 %   |